# 고질라 (2014년 영화)
《고질라》(Godzilla)는 2014년 개봉한 미국의 괴수 영화로, 일본의 고지라 시리즈를 리메이크한 영화이며 레전더리 엔터테인먼트가 기획제작하는 몬스터버스의 개시작이다. 감독은 개러스 에드워즈가 맡았고, 맥스 보런스틴과 데이비드 캘러햄이 각본을 썼다. 워너브라더스가 공동 제작및 배급을 맡는다.
작품이 흥행과 평가 양면에서 성공을 거두면서, 몬스터버스 세계관에 속하는 속편들이 만들어졌다. 2017년, 스핀오프 개념으로 킹콩이 등장하는 《콩: 스컬 아일랜드》가 개봉하였다. 2019년에는 직접적인 속편 《고질라: 킹 오브 몬스터》가 개봉하여, 고질라의 상대로 기도라 등이 등장하게 되었다.

## 줄거리
주인공 포드가 다른 괴수에게 기생하는 미확인 거대 육상 생명체 '무토(M.U.T.O)'와 수억년 전부터 고대 생태계에서 최상위 포식자로 방사능을 먹으며 살았던 거대 괴수 '고질라'와의 싸움에 휘말리는 내용이다. 어린 수컷 무토가 15년 전 일본 잔지라 원전을 파괴해 포드의 어머니가 죽는다. 자라서 15년 후 미군 장교가 된 포드는 모종의 이유로 아버지에 의해 같이 가게 된다. 그러다 모나크 연구소가 성체 무토에 의해 파괴되고 그 사고로 그의 아버지가 사망한다. 하와이에서 수컷 무토는 자신을 추적한 고질라와 싸우다 결국 도망친다. 한편, 미국 샌프란시스코에서 무토 암컷이 부화하고, 자신을 찾아온 수컷 무토와 교감을 한다. 그러고는 둥지를 지어 알을 낳는데, 이로 인해 암컷의 체력이 감소되었다. 조금 뒤, 고질라와 무토들은 결투를 시작한다. 암컷이 고전을 하지만 수컷 무토의 지원으로 고질라가 밀리기 시작한다. 하지만 알이 포드에 의해 파괴되어 암컷이 알이 폭발한 곳에 가서 슬퍼하는데, 그때 고질라는 암컷을 기습 방사열선 두 방으로 기절시킨다. 혼자 남은 수컷 무토도 고질라의 꼬리에 치여 건물에 쳐박혀 몸이 관통되어 죽는다. 하지만 그 충격으로 고질라가 건물에 깔리고 만다. 깨어난 암컷 무토는 알들의 원수를 갚으려 포드를 추격해 죽이려고 했지만, 정신을 차린 고질라가 무토의 입을 열고 열선을 체내에 쏴 대서 암컷 무토는 사망한다. 고질라는 승리를 과시하듯 표효를 했다. 하지만 포드가 있는 배 안에 있는 핵탄두는 작동을 멈추지않았다. 포드는 동료들에게 구출되고 핵탄두는 결국 터졌지만 지쳐 쓰러진 고질라에 막혀 피해가 줄었다. 고질라는 죽은듯 쓰러졌다가 아침이 되자 생존자들 앞에서 일어나 포효를 하며 바다로 돌아간다.

## 배역
- 에런 존슨 - 포드 브로디 역 (아역: CJ 애덤스)
- 브라이언 크랜스턴 - 조지프 "조" 브로디 역
- 엘리자베스 올슨 - 엘 브로디 역
- 와타나베 켄 - 세리자와 이치로 역
- 쥘리에트 비노슈 - 샌드라 브로디 역
- 데이비드 스트라선 - 윌리엄 스텐즈 제독 역
- 샐리 호킨스 - 비비언 그레이엄 박사 역
- 리차드 T. 존슨 - 러셀 햄튼 장군 역
- 브라이언 마킨슨 - 웰렌 역
- 패트릭 서봉기 - 마커스 왈츠 소령 역
- 알 사피엔자 - 허드슨 역
- 빅터 라숙 - 트레 모랄레즈 병장 역
- 프리모 알론 - 마인 팀의 일원 역
- 워렌 테이크우치 - 아키오의 아버지 역
- 모리타 나오유키 - 아키오의 엄마 역
- 제이크 커내넌 - 아키오 역
- 제릭 로스 - 예진실에서 죽는 남자 역
- 카슨 볼든 - 샘 브로디 역
- 샐리 호킨스 - 비비안 그레엄 역
- 켄 야마무라 - 타카시 역
- 자레드 키소 - 점프 마스터 역
- 룩 로데리크 - 폭탄 추적자 역
- 에릭 킨리사이드 - 보이드 역
- 게리 초크 - 스탠 월시 역
- 히로 가나가와 - 하야토 역
- 타이 올슨 - 제인웨이 역
- 제임스 D. 디버 - 캡틴 프리머 역
- 가디너 밀라 - 피츠제럴드 역
- 케반 오트시 - 화난 기술자 역
- 테리 첸 - 팀 멤버 2 역
- 커트 맥스 런트
- 피터 신코다
- 빌 마챈트
- 크리스찬 테지어
- 피터 카와사키
- 질 티드 - 간호사 역
- 딘 레드만
- 테일러 니콜스 - 군기자 역
- 달리아스 블레이크 - 미사일 기술자 1 역
- 레인 에드워즈 - 미사일 기술자 2 역
- 케오 울포드 - 공항 직원 역
- 에릭 브레커
- 제시 레이드
- 아론 펄
- 리치 폴
- P. 린 존슨
- 조쉬 카우더리
- 크리스 쉴즈

## 등장괴수
고질라
무토

## 같이 보기
- 고질라 (1954년 영화)
- 고질라 (1998년 영화)